# Ластівка (аероплан)
Аероплан «Ластівка» (фран. «Hirondelle») — перший літак, побудований у Харкові інженером Артуром Лельє в 1911 році. Цей триплан-моноплан відзначався інноваційною конструкцією та легкою вагою. Лельє також мріяв створити авіаційну школу в Харкові.

## Історія
Артур Лельє розпочав будівництво свого аероплана в жовтні 1910 року, а 16 жовтня 1910 року він зробив перше повідомлення про нього на засіданні Технічного товариства в Харкові. Авіаконструктор повідомив про те, що тільки мотор можна вважати його особистим винаходом, а сам аероплан розроблено у співпраці з Ж. Пофе і Ж. Піно, старшими майстрами фірм «Гном» і «Фарман». «Ластівка» являла собою три-план-моноплан, а головна особливість апарату полягала в розміщенні авіатора, що давало поперечну стійкість аероплана з можливістю робити дуже круті віражі, приймати великі нахили, не побоюючись впасти або перевернутися. На цьому засіданні Артур Лельє показав і свої перші, розроблені деталі та вузли майбутньої «Ластівки».
Роботи зі складання «Ластівки» були закінчені 15 лютого 1911 року. На той час, щоправда, не був готовий ще ротаційний двигун власного винаходу, і замість нього тимчасово поставили мотор «Анзані», а разом з ним пропелер типу «Ренар». Пропелер із дерев'яної рами, обтягнутої лакованим полотном, виявився крихким і просто розсипався навіть за 1\3 планових обертів, авіаконструктор незабаром замінив його на дерев'яний.
Перші досліди з «Ластівкою» показали, що необхідно змінити рулі глибини й напряму, було збільшено і нахил крил, але загалом стало зрозуміло, що він цілком може легко підніматися, але недостатня підготовка пілотів зупиняла Лельє. Тим більше, що управління «Ластівкою» було оригінальним і відмінним від інших аеропланів. До переваг аероплана Лельє слід було віднести той факт, що він вийшов вельми легким, один квадратний метр його важив 9 кг, що на 6 кг легше за «Блеріо».
Випробування аероплана Артура Лельє розпочалися у квітні 1911 року, а першим відомим авіатором, який мав випробувати «Ластівку», став Сергій Ісайович Уточкін, який у травні 1911 року влаштовував кілька публічних польотів на аероплані «Фарман». Перший політ було призначено на 13 травня о 6-й годині ранку, але Уточкіну нездужало, а ввечері зіпсувалася погода і польоти відклали.
Вперше харківській публіці аероплан «Ластівка» конструкції Артура Лельє був представлений на Харківській авіаційній виставці, що проходила з 23 серпня до 14 вересня 1911 року в урочистому залі Ради З'їзду гірничопромисловців Росії по вулиці Сумській № 18. Організаторами виставки виступив Повітроплавальний відділ Харківського відділення Імператорського російського технічного товариства, і серед членів розпорядчого комітету ми бачимо й Артура Лельє.
На виставці, крім біплана «Ластівка», був представлений аероплан Ігоря Сікорського, свої моделі аеропланів надали І. М. Можаров і Лагунов, інженер Богданович, помічник присяжного повіреного Семен Мойсейович Голобородько, а Степан Гризодубов — деталі та прилади свого біплана.
У жовтні 1911 року харківський авіатор Василь Пшановський проводив випробування «Ластівки». 15 жовтня сталася аварія: літак піднявся на 2-3 аршини, але через несправність керма і коротке замикання мотор не вимкнувся, що призвело до зіткнення з суддівською будкою. Літак був знищений, але Пшановський залишився неушкодженим. 